# Empis zachardai
Empis zachardai är en tvåvingeart som beskrevs av Chvala 1999. Empis zachardai ingår i släktet Empis och familjen dansflugor. Inga underarter finns listade i Catalogue of Life.